# Hydrobia montenegrina
Hydrobia montenegrina is een slakkensoort uit de familie van de Hydrobiidae. De wetenschappelijke naam van de soort is voor het eerst geldig gepubliceerd in 1959 door Schutt.